# Collegiata di Sant'Anna (Monaco di Baviera)
La chiesa collegiata di Sant'Anna (in tedesco: Damenstiftskirche St. Anna) è una chiesa di Monaco di Baviera, appartenente alla parrocchia della Peterskirche.

## Storia e descrizione

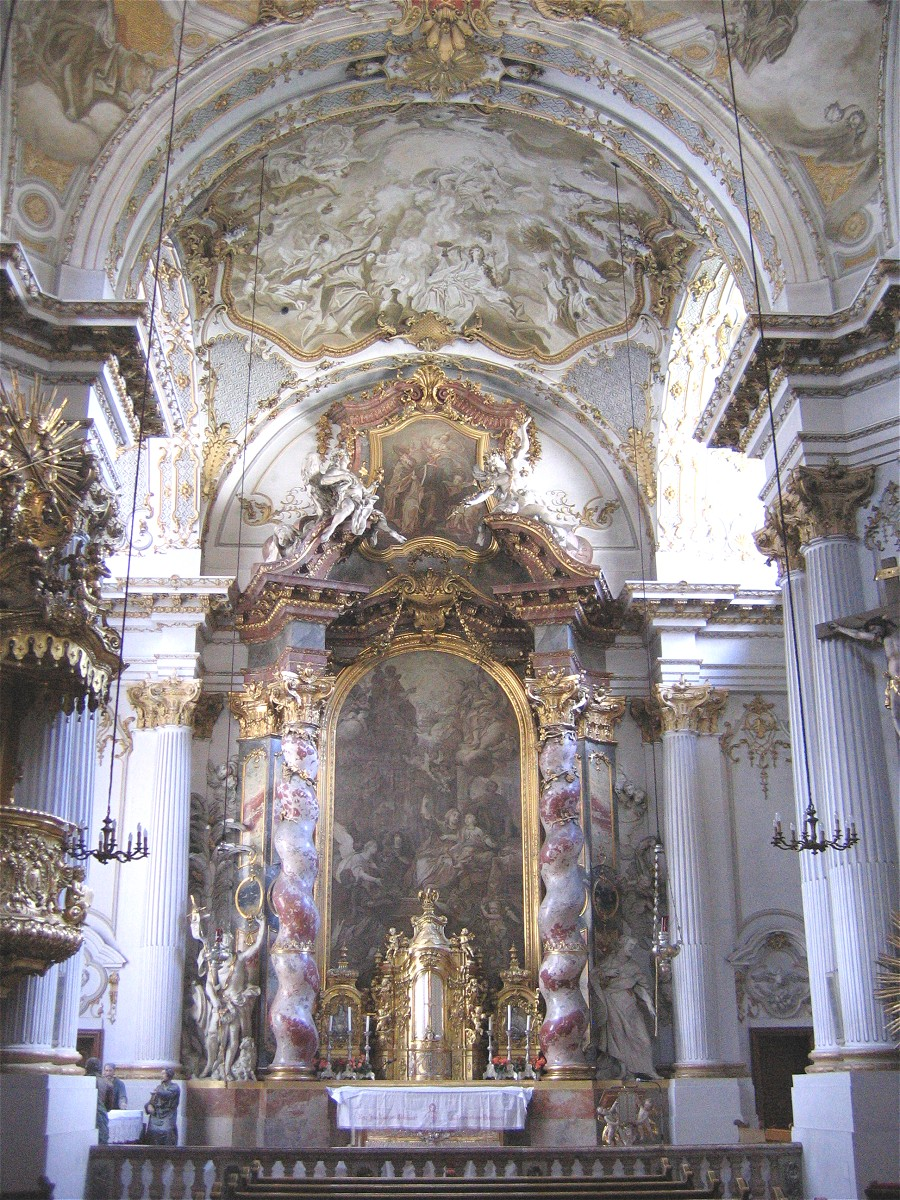
Interno della chiesa

La principessa Enrichetta Adelaide di Savoia, fondatrice della Theatinerkirche insieme al marito, portò nel 1667 nella città l'ordine delle monache visitandine. Durante il XVIII secolo l'ordine acquisì una propria chiesa, progettata da Johann Baptist Gunetzrhainer. Il convento passò poi ad un ordine di dame aristocratiche, da cui il nome Damenstiftkirche. La facciata è in stile tardo barocco, così come le sfarzose decorazioni interne, opera dei fratelli Asam. L'impianto è a navata singola, con cappelle laterali sormontate da arcate e con il presbiterio all'estremità. Tale soluzione combina la chiesa a pianta centrale con quella a schema allungato. I dipinti posti all'interno della chiesa furono distrutti durante la guerra e sono stati restaurati in color seppia, dovendosi basare per il restauro solo su fotografie in bianco e nero. Tali dipinti raffigurano la gloria di Santa Maria e di Sant'Anna, un concerto angelico è posto sopra la galleria. A destra dell'altare vi è un gruppo vi è un gruppo realistico, raffigurante l'Ultima Cena.